# DFS (英國零售)
DFS傢俱股份有限公司，簡稱DFS傢俱股份，以及DFS傢俱（英語：DFS FURNITURE HOLDINGS plc，LSE：DFS），於1983年由格雷克姆·克雷克漢姆勛爵創立當時名為「傢俱直銷供應專門店」（Direct Furnishing Supplies），前身為「DFS傢俱控股股份有限公司」。
主要在英國和愛爾蘭銷售各國沙發和軟性傢俱產品。總部位於南约克郡唐克斯特。

## 事紀
1983年，「傢俱直銷供應專門店」屬於是全達利都樂鎮最大專門連鎖店，當時破產前，銷售為300萬英鎊和90萬債務。於是克雷克漢姆開始買下它，據了解，員工數目為2000人和63家分店。
在1993年，當時克雷克漢姆家族和信託人，持有該公司市值為2.71億英鎊的一半股權。這件事便引起賊人注意，1994年，它們還是放假不在家中，便打劫了位於史浦特布蕾克夫鎮寓所內，偷走了現金和珠寶，價值240萬英鎊，雖然失而後得，但成為南約克群最大椿劫案。
其後在1998年，集團首次盈利下降，這是倫敦證券交易所上市28年來首次，2000年開始重新引入年輕模特兒拍攝廣告，使盈利漲幅79%。
但是好景不長，私募基金擁腫而至，克雷克漢姆家族和信託人，以1.5億英鎊或把持有9.46%股權，把本公司私有化，整個交易中過程費用為4.96億英鎊。其後克雷克漢姆向《約克群郵報》記者道：「有時我想太多，真是太累了，我可沒什麼嗜好，工作便是我的嗜好。我是企業家，差不多看了很多脈搏的。」
2010年4月23日，本集團以5億英鎊出售給雅維特國際私募基金，也是贊助克芙特慈善團體。
2015年3月，再次在倫敦證券交易所上市。

## 連結
- dfs.co.uk（页面存档备份，存于）